# دیگو اسپخو
دیگو اسپخو (انگلیسی: Diego Espejo؛ زادهٔ ۱۸ اوت ۲۰۰۲) بازیکن فوتبال اهل اسپانیا است که در حال حاضر برای باشگاه فوتبال اوساسونا بی بازی می‌کند. 
وی همچنین در تیم ملی فوتبال زیر ۱۷ سال اسپانیا بازی کرده است.